# Lech Zaleski
Lech Zaleski (ur. 27 stycznia 1928 w Wilnie, zm. 29 maja 1988 w Gdańsku) – polski architekt, profesor Politechniki Gdańskiej
Był uczniem Wacława Tomaszewskiego. Ukończył studia na Wydziale Architektury Politechniki Gdańskiej. W latach 1983–1985 pełnił funkcję jego dziekana. Pracował w Katedrze Projektowania Portów i Przymorza PG oraz Biurze Projektów Budownictwa Morskiego w Gdańsku. Od 1987 do 1988 był prezesem Zarządu Okręgu Stowarzyszenia Architektów Polskich w Gdańsku.
Zaprojektował m.in.:

- odbudowę i rozbudowę Morskiego Instytutu Rybackiego w Gdyni

- Dworzec Podmiejski w Gdyni (1955-59)

- Internat Szkoły Rybołówstwa Morskiego w Gdyni (1968-70), ze Stanisławem Dopierałą

- Ośrodek Wioślarski AZS w Gdańsku (1972), ze Stanisławem Dopierałą

- Dworzec Morski Żeglugi Gdańskiej w Gdyni (1973-77), ze Stanisławem Dopierałą

- Ośrodek Wypoczynkowy „Hydrobudowa” w Jastrzębiej Górze (1976), ze Stanisławem Dopierałą i J. Zalewskim

- Zakład Naukowo-Badawczy Geologii Morza w Sopocie (1979), z T. Lwem i Stanisławem Dopierałą

- hale sportowe AWF w Gdańsku-Oliwie (1979), ze Stanisławem Dopierałą i J. Zalewskim

- pawilon sal wykładowych AR-T w Olsztynie (1980), z A. Boruckim i Stanisławem Dopierałą

- Ośrodek Wypoczynkowy ZDZ w Borzechowie (1983), ze Stanisławem Dopierałą
Wykonał obliczenia statyki dla ołtarza papieskiego na gdańskiej Zaspie w 1987.
Pochowany na gdańskim cmentarzu Srebrzysko (rejon IX, taras III wojskowy-3-75).

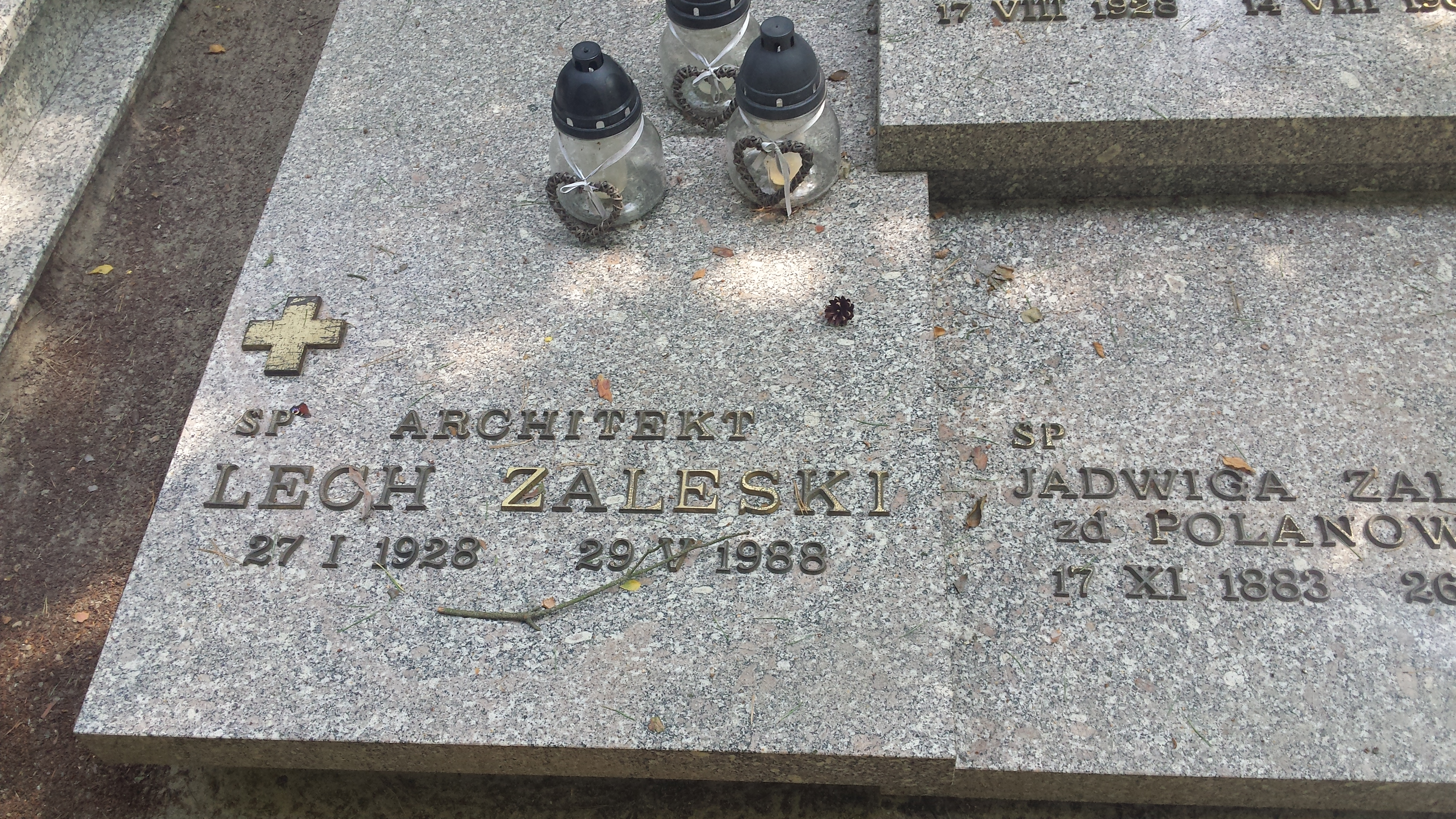
Grób prof. Lecha Zaleskiego na Cmentarzu Srebrzysko